# エアーズアドベンチャー
『エアーズアドベンチャー』はゲームスタジオから1996年12月20日に発売された、セガサターン用ゲームソフトである。ジャンルはロールプレイングゲーム。

## 概要
永野護を美術監督に迎え、中世を思わせる世界を舞台に美麗なポリゴンキャラクターが活躍するロマンチックRPG。初心者向け、あるいはストーリーに重点を置きたいプレイヤー向けに設定されており、レベルアップが早い、装備品の選択肢がシンプル、アニメーション画面が多いのが特徴。普通ならプレイ時間にして2時間を所要するような極めて起伏に富んだ展開を20分程度でまとめるストーリーのスピード感も特筆される点である。主人公が道を歩いていたら装備一式がいきなり空から降ってきて主人公はそれを平然と装備するというシーンに象徴されるような、ご都合主義とも取れる独特な演出も特徴である。

## ストーリー
幼き頃に親を亡くし、叔父に引き取られた主人公、ヘンリー・チェイサー・ビンセント。10歳で家出をし、胸躍る冒険をして来た。その美貌ゆえ、貴婦人達が虜になる事も…。彼が去った後、貴婦人は一抹の寂しさが、夫には妻を取られた悔しさが残る。16になった彼はある賭けをし、そして勝った。が、裏に手を回していたことを疑われ、下されたのは斬首の刑。公衆の見る中、彼はこう言った。「俺の首は細いんだ、仕損じるなよ。」そして斧が振り上げられ…、「お待ちください!」声の主は国王の娘、コーリン姫。彼女の計らいでヘンリーは一命を取り留める。コーリンは別れ際に、「その方とは…また会える気がするのです…。」と言い去って行った。こうして、ヘンリーの新たな冒険が幕を開いた…。

## エピソード
- 完成度が低いとされることが多く、セガサターンのゲームに於いて「クソゲー」「バカゲー」と評されることが非常に多い。初期出荷数は順調だったが、その内容のためか中古品が急激な値崩れを起こし、大半のショップは発売一ヶ月で1000円を下回っていた。2016年9月に出版された文献ではAmazon.comのマーケットプレイスで1円（送料別）で取り扱われていることが話題にされた。[1]
- 開発者自ら「駄作」と評しており、プロデューサーの柴田賀盆は「予算・人材・情熱…足りないものが多すぎた、思い描いていたゲームとは別物になってしまった」と語っている。ユーザーからの反応も非常に酷なものが多かったらしく、柴田賀盆は「わかっていたけどやっぱり応えるね」と言い、美術監督の永野護は数日間寝込んだという。[2]

## スタッフ
- 制作総指揮 : 遠藤雅伸
- 原作・監督 : 柴田賀盆
- 美術監督 : 永野護
- 音楽監督 : 三枝成彰